# Hayedeh

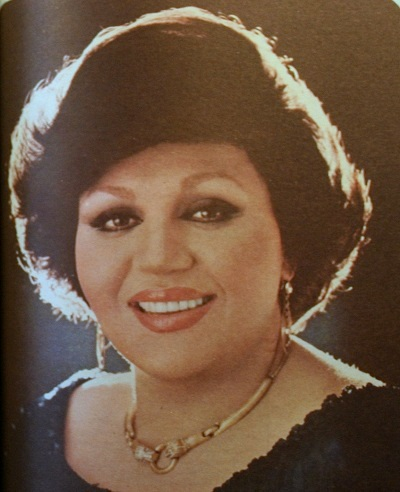
Hayedeh, 1977

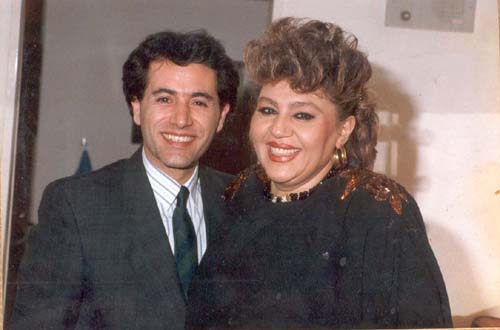
Hayedeh und Mehyar Bahraminasab, Hamburg 1988

Hayedeh oder Heideh (persisch هایده) war eine iranische Sängerin (* 10. April 1942 als Ma'soumeh Dadehbala in Teheran; † 20. Januar 1990 in San Francisco, Kalifornien).

## Leben
Ma'soumeh Dadehbala wurde 1942 in Teheran geboren. Sie studierte persische Vokalmusik mit Ali Tajvidi und begann ihre berufliche Laufbahn als Hayedeh 1968. Kurz vor der Islamischen Revolution in Iran zog Hayedeh nach London. Ab 1982 lebte sie in Los Angeles. Hayedeh starb im Jahr 1990 mit 47 Jahren infolge eines Herzinfarkts und erhielt ihre letzte Ruhestätte im Westwood Memorial Park. Ihre jüngere Schwester Mahasti war ebenfalls Sängerin und lebte in den Vereinigten Staaten.

## Werk
Hayedeh gab viele Konzerte an der Stadthalle von Teheran (Rudaki Hall), in der Royal Albert Hall in London, an der Universität in Los Angeles, in der Schönberg-Halle in Tel Aviv usw. Sie komponierte mehr als 120 Werke.

## Dokumentarfilm über Hayedeh
Im Jahr 2009 drehte Pejman Akbarzadeh einen Dokumentarfilm über Hayedehs Leben und Werk. Die islamische Regierung in Teheran hat die Ausstrahlung von Hayedehs Musik im Rundfunk verboten, da ihr einerseits Nähe zu der Familie des letzten Schahs Mohammad Reza Pahlavi vorgeworfen wurde, andererseits Auftritte allein singender Frauen in Iran nach der Islamischen Revolution grundsätzlich verboten sind.

## Diskografie

### Singles (Auswahl)
- Nam Name Eshgh
- Soghati
- Nargeseh Shiraz
- Vay Behalesh
- Raze Del
- Ay Zendegi Salam
- Gol Vajeh
- Saghi
- Bezan Tar
- Nagoo Nemiam
- Dele Divooneh
- Shabeh Eshgh
- Eshareh
- Siyah Cheshmoon
- Badeh Forush
- Shurideh Sar
- Shabeh Eyd
- Ravi
- Saghareh Hasti
- Shanehayat
- Zendegi
- Gole Sang (mit Anoushiravan Rohani)
- Faryad (mit Anoushiravan Rohani)